# Christian Rudolph Wilhelm Wiedemann
Christian Rudolph Wilhelm Wiedemann (Brunswick, 7 de dezembro de 1770 — Kiel, 31 de dezembro de 1840) foi um médico, historiador, escritor, naturalista e entomólogo alemão. Era conhecido por seus estudos da ordem Diptera a nível mundial, e também estudou a Hymenoptera e Coleoptera.

## Biografia
O pai de Wiedemann, Conrad Eberhard Wiedemann (1722-1804) era um negociante de arte e sua mãe, Dorothea Frederike (nascida Raspe) (1741-1804) era filha de um contador do Royal Mining Service e também interessada em artes. Após sua educação em Brunswick, matriculou-se em 1790 na Faculdade de Medicina da Universidade de Jena, onde foi contemporâneo do poeta Friedrich von Hardenberg.
Enquanto frequentava a universidade, Wiedemann foi um dos muitos alunos de Johann Friedrich Blumenbach e viajou para a Saxônia e a Boêmia. Obteve o grau de doutor em 1792 com uma tese intitulada Dissertatio inauguralis sistens vitia gennus humanum debilitantia. Ele então foi para a Inglaterra para aumentar seus conhecimentos de mineralogia. Nomeado professor de anatomia no Collegium Carolinum de Brunswick em 1794, seu discurso inaugural foi sobre uma condição médica observada em um menino em Llandeilo, País de Gales. Foi intitulado Über das fehlende Brustbein, em inglês "Sobre o esterno perdido".
Em 1796, casou-se com Luise Michaelis, filha de Johann David Michaelis, um orientalista. Eles criariam os dois filhos do irmão de Luise, que morreu em uma epidemia de cólera. O casal teve nove filhos, dois morrendo na infância.
Mais tarde, ele foi nomeado professor em sua área especializada em obstetrícia. No final do século 17, houve um movimento, baseado em Brunswick, para estabelecer o alemão como língua científica. Capaz de ler latim, inglês, francês e italiano, Wiedemann encontrou trabalho remunerado como tradutor. Em 1801, ele recebeu uma bolsa de estudos para estudar em Paris do duque de Brunswick. Aqui ele estudou obstetrícia e história natural e conheceu Georges Cuvier, entre outros zoólogos. Em 1802, ele foi, além de suas outras nomeações médicas, nomeado Professor de Obstetrícia na Faculdade de Anatomia e Cirurgia e foi nomeado Conselheiro Privado na corte do Ducado de Brunswick e Lüneburg. Em 1804, ele contraiu sífilis, que teve sérios efeitos nos anos posteriores. Em 1805, tornou-se professor de medicina em Kiel (então na Dinamarca e parte do Ducado de Holstein) com o título de Conselheiro de Justiça e, mais tarde, Conselheiro de Estado. Foram anos difíceis para a Dinamarca, que se aliou à França nas Guerras Napoleônicas contra a Inglaterra (e seus aliados) para preservar seu império marítimo. O dinheiro era um problema e Wiedemann usou seus próprios recursos para montar a clínica de obstetrícia proposta como uma de suas funções como professor. Em 1811, ele viajou para o sul, para a Itália, por causa de sua saúde.
Por volta de 1814, Wiedemann dedicou grande parte de seu tempo à entomologia taxonômica e, em 1815, em uma visita a Bonn para ficar com sua filha Emma, que se casou com Carl Theodor Welcker, mais tarde um radical envolvido na turbulenta política da década de 1840, ele viajou para Stolberg para conhecer Johann Wilhelm Meigen, um entomologista bem conhecido por meio de seu importante trabalho sobre Diptera. Talvez, não seja capaz de cumprir adequadamente seus deveres médicos por problemas de saúde - ele visitou a cidade termal de Bad Aachen em 1817. Wiedemann mudou de emprego (para Farmacologia) e teve vários cargos semi-honorários. Com mais tempo e sedentarismo, ele preparou e estudou insetos e foi coletando viagens para sua saúde. Ele também deu palestras sobre entomologia e história natural.
O trabalho mais produtivo de Wiedemann sobre insetos foi realizado na década de 1820. Mas quando ele participou de uma reunião científica em Hamburgo em 1830, isso também estava chegando ao fim. Sua visão era muito ruim e ele teve uma sucessão de derrames.
O principal interesse de história natural de Wiedemann permaneceu a entomologia, mas ele também estava interessado em mineralogia e conchologia. Em 1827, suas coleções incluíam 5 000 minerais e mais de 3 500 espécies de dípteros.
Ele é conhecido por ter visitado Hamburgo, Copenhague e Berlim nesses anos, mas nada se sabe até agora sobre essas viagens, embora possam muito bem ter sido para aprofundar seus estudos sobre insetos.

## Obra
- Georges Cuvier, 1798 Tableau Élémentaire as Cüviers elemantarischer Entwurf der Naturgeschichte der Thiere, aus dem Französischen übersetz ind mit Anmmerkungen versehen von C.R.W. Wiedemann. Brunswick, 1800. A parte entomológica deste foi traduzida e revisada por Johann Karl Wilhelm Illiger. Tradução
- Über Pariser Gebäranstalten und Geburtshelfer, den letzen Schamfugenschnitt und einige andere zu Paris beobachtete Geburtsfälle. Brunswick 1803.
- Unterricht für Hebammen. Brunswick, 1802. Medical – A Manual for Midwives. Ed. dinamarquesa, Undervissung for Giordemødre  publicado en 1805. Expandido se publica como Lesebuch für Hebammen, en 1814
- Anweisung zur Rettung der Ertrunkenen, Ersticken,  Ehrängten, vom Blitze Erschlagenen, Erfrornen und Vergiftaten; nach den neuesten Beobachtungen entworfen. Brunswick, 1796 (2ª ed. 1804).
- With Karl Gustav Himly and T. G. A. Roose- Über das Impfen der Kuhpocken für besorgte Mütter. Brunswick, 1800.
- J. Stuve Lehrbuch der Kenntniss des menschlichen Körpers und der Gesundheitslehren. Brunswick, 1805.
- B. Harwood’s System der vergleichenden Anatomie ud Physiologie. Aus dem Englischen übersetzt und mit Anmerkungen und Zusätzen versehen von C.R.W. Wiedemann. Berlin, 1790. Tradução
- J. Méhée. Über die Schusswunden. Brunswick, 1801). Traducción
- Antoine François de Fourcroy System der chemischen Kenntnisse. 1801. Tradução
- Handbuch der Anatomie English Handbook of Anatomy. 1796 (2ª  ed. de 1802 e 1812)
- Übersicht der mineralogischen einfachen fossilien.1800
- Tabulae animalium invertebratorum. 1810
- Diptera exotica: sectio I. Kiliae: [s.n.], 1820
- Munus rectoris in Academia Christiana Albertina aditurus Analecta entomologica ex Museo Regio Havniensi… Kilisae: el regio typographeo scholarum, 1824
- Aussereuropäische Zweiflügelige Insekten. Hamm  1828-1830